# Steal This Film

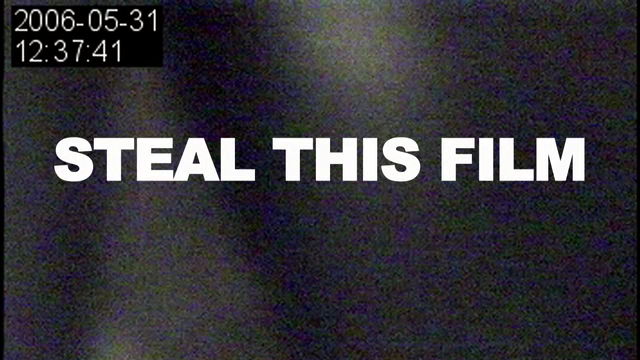

Steal This Film (Niet te verwarren met Steal This Movie) is een Zweedse film uit 2006 van de League of Noble Peers.
De film bevat interviews met een aantal belangrijke spelers in de Zweedse piratenscene, zoals The Pirate Bay en de Piratpartiet. De film is zeer kritisch ten opzichte van Hollywoods pogingen om het Zweedse beleid te beïnvloeden.
Omdat de auteurs van mening zijn dat media vrij uitwisselbaar moet zijn, hebben ze Steal This Film in première laten gaan op BitTorrent en claimen ze geen auteursrechten. Zoals de titel aangeeft, moedigen ze gebruikers aan de film "te stelen".
De film kreeg een vervolg in Steal This Film II (2007).

## Verwijzingen
- Officiële website
- Steal This Film op YouTube